# Przywództwo
Przywództwo (ang. leadership) – wykonywanie władzy, wywieranie wpływu na grupę społeczną; funkcjonowanie w roli przywódcy.

## Definicja
Przywództwo jest pojęciem trudnym do zdefiniowania, co wynika z jego bliskich powiązań z pojęciami władzy oraz autorytetu.
Przywództwo może zachodzić zarówno w grupach formalnych, jak i nieformalnych. Przywództwo oznacza dążenie do realizacji wspólnych celów (uświadomionych bądź nie) dla obu stron tej relacji. Relacja przywództwa nie opiera się na narzucaniu własnych rozwiązań jak w przypadku władzy. Relacja pomiędzy przywódcą a jego zwolennikami zwykle opiera się na dobrowolności uznania jednostki za przywódcę.
Przywódca oznacza członka grupy społecznej, który dzięki specyficznym cechom osobowości lub dzięki zajmowanemu stanowisku narzuca innym swoje przekonania, inicjuje, kieruje, zespala działalność tej grupy. Przywódcą może zostać poprzez wpływ autorytetu osobistego lub instytucjonalnego. W imieniu tej grupy, organizacji społecznej, która go uczyniła swoim wodzem, podejmuje decyzje.
Lider musi w odpowiedni sposób komunikować się z osobami, których współpraca może być niezbędna podczas realizowania strategii w przyszłości (często bardzo odległej) oraz z innymi grupami akceptującymi i wspierającymi jego wizję, uznającymi jej ważność.
Przywódca, lider to również dla danej grupy źródło energii, potrzebnej do wdrażania planów, to wsparcie udzielone najmniejszemu każdemu rozwojowi, czasem to także wzbudzanie inicjatywy.

## Typy przywództwa
Typy przywództwa wyróżniamy ze względu na charakter otoczenia w jakim występuje. Np:
- Przywództwo polityczne
- Przywództwo biznesowe
- Przywództwo społeczne

Można wyróżnić cztery typy sprawowania przywództwa M.G. Hermann:
- pstrokaty kobziarz z Hamelin – swój program oraz cele przedstawia zwolennikom w sposób tak kuszący, że zmusza do podążania za sobą. Jest postacią centralną układu „lider – zwolennicy”. To on decyduje, co zrobi powołana przez niego organizacja, w jakim kierunku będzie się rozwijała. W tego rodzaju przywództwie duże znaczenie mają cechy osobowe lidera. Jednak nie jest to jednoznaczne z możliwością zbudowania silnej partii opierającej się tylko na popularności przywódcy.
- kupiec – taki przywódca tak jak dobry handlowiec musi być wrażliwy na to, czego ludzie potrzebują w danej chwili, i co się z tym wiąże. Jednocześnie musi być przygotowany na spełnienie najbardziej zaskakujących zamówień, by móc im sprostać.
- marionetka – zwolennicy tej teorii uważają, że to oni kierują liderem – jego postępowaniem, przygotowują i realizują strategię działania organizacji. Lider jest w tym wypadku swoistą soczewką skupiającą cele i dążenia swej grupy społecznej i przekazującą je na zewnątrz. Jeżeli w pierwszym przypadku, by scharakteryzować organizację trzeba było zwracać uwagę na cechy lidera, to tutaj ważna jest charakterystyka członków jako całości.
- walczący na froncie typ przywództwa, porównany do walki na froncie, nie jest zbyt jasno i szczegółowo opisany przez autorkę pracy. Jako główną cechę wskazuje ona reakcję na zmiany, zachodzące środowisku lidera. Jego sposób dostosowania się do zastanej sytuacji oraz kontekst społeczny ma pomóc w zrozumieniu tego typu przywództwa.

## Formy przywództwa
Forma przywództwa oznacza rodzaj relacji niezależnie od otoczenia w jakim ono zachodzi
- Przywództwo sytuacyjne
- Przywództwo służebne
- Przywództwo personalistyczne

## Style przywództwa
Styl przywództwa oznacza sposób podejmowania decyzji w ramach relacji przywódczej. Wyróżnia się między innymi następujące trzy style:
- demokratyczny
- autorytarny
- liberalny

Na podstawie badań przeprowadzonych w HRmapa.pl, w których wzięło udział 500 polskich menedżerów, wyróżniono 5 kluczowych stylów przywódczych, z których 3 nawiązują do klasycznego podziału przedstawionego wyżej:
- Menedżer Kryzysów („Strażak gaszący pożary”) – charakteryzujący liderów o cholerycznej osobowości
- Demokrata, zwolennik kolegialnego decydowania
- Biurokrata dbający o zasady, regulamin i porządek – styl dominujący w strukturach administracji oraz organizacjach o tradycyjnej kulturze
- Autokrata samodzielnie decydujący i zarządzający
- Zwolennik partycypacji i delegowania uprawnień – styl charakterystyczny dla menedżerów korporacji

Dominujący w Polsce jest styl partycypacyjny, na drugim miejscu pod względem częstości występowania znajduje się styl „Menedżer Kryzysów”